# Pagurus carneus
Pagurus carneus is een tienpotigensoort uit de familie van de Paguridae. De wetenschappelijke naam van de soort is voor het eerst geldig gepubliceerd in 1889 door Pocock.